# Jean-Baptiste Maglione
Jean-Baptiste Édouard Maglione, né à Marseille le 26 septembre 1835, mort dans cette même ville le 25 septembre 1890, est un avocat et homme politique français, maire de Marseille.

## Biographie
Jean-Baptiste Maglione, avocat d’origine italienne, a débuté au barreau de Marseille en 1858. Il est élu au conseil municipal de Marseille le 5 novembre 1876 puis élu maire le 24 décembre 1876. Après la crise du 16 mai 1876, Mac-Mahon ayant signé le 25 juin 1877 le décret de dissolution de la chambre, il est démis de ses fonctions en juillet 1877. Jean-Baptiste Maglione est réélu le 6 janvier 1878. Il prend un arrêté interdisant les processions sur les voies publiques. Malgré cette interdiction, les catholiques organisent une manifestation le 28 juin 1878 qui entraîne de violentes bagarres. Interpellé à ce sujet au cours d’une séance du conseil municipal, il démissionne le 11 juillet 1878.
Il est élu au conseil général le 19 août 1883 et le restera jusqu’en août 1889. Il sera même président de cette assemblée en décembre 1888.
Après s’être rendu à une cure à la station thermale de Vals-les-Bains, il meurt le 25 septembre 1890. Des obsèques officielles sont organisées mais conformément à ses dernières volontés, aucun discours n'est prononcé au cours de la cérémonie. 
Il est chevalier de la Légion d'honneur.